# Kreis Librazhd

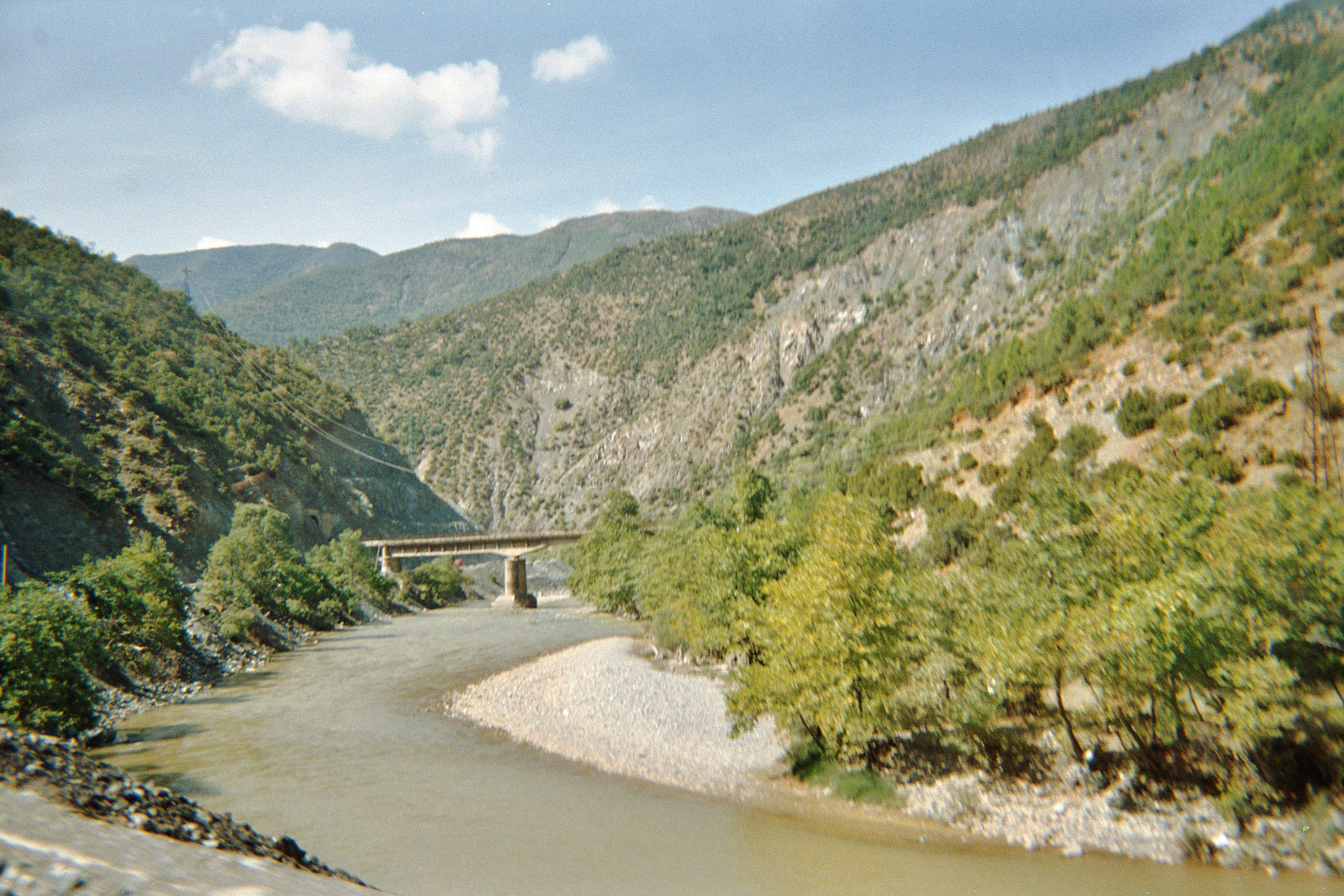
Shkumbin-Tal zwischen Librazhd und Elbasan

Der Kreis Librazhd (albanisch: Rrethi i Librazhdit) war einer der 36 Verwaltungskreise Albaniens, die im Sommer 2015 nach einer Verwaltungsreform aufgehoben worden sind. Benannt wurde er nach dem Hauptort Librazhd. Der Kreis im Qark Elbasan hatte 56.798 Einwohner (Volkszählung 2011) und eine Fläche von 1102 Quadratkilometern.
Heute umfasst das Gebiet des Kreises die beiden Gemeinden (bashkia) Librazhd und Përrenjas.
Der Kreis Librazhd lag im Osten des Landes an der Grenze zu Nordmazedonien. Das Gebiet umfasst den Oberlauf des Flusses Shkumbin mit seinen Seitentälern, aber ohne dessen Quellgebiet. Das enge Shkumbin-Tal ist von hohen Bergen umgeben: Im Westen die Polis-Berge (Mali i Polisit), an deren nördlichen Ende der Shkumbin durch eine enge Schlucht in die Küstenebene austritt. Im Osten erreichen die Bergzüge von Jablanica und Shebenik Höhen von über 2200 Metern. Weite Teile dieses abgelegenen Gebirgszugs sind seit 2008 als Nationalpark Shebenik-Jablanica geschützt. Der Pass Qafë Thana (937 m ü. A.) ist zugleich östlichster Punkt des Kreises, Übergang ins Becken des Ohridsees und Grenzstation nach Nordmazedonien.
Das von hohen Bergen geprägte Gebiet nördlich von Librazhd wird Çermenika genannt. Es wird vom Fluss Rapun entwässert, der bei Librazhd in den Shkumbin mündet. Die abgelegene Çermenika ist bekannt für weite Wälder. Das stark zerfurchte Hochplateau ist nur schwer zugänglich. Die durch dieses Gebiet führende Straße nach Dibra steigt zwischen Fushë-Studna und Stëbleva auf über 1200 m ü. A. an.

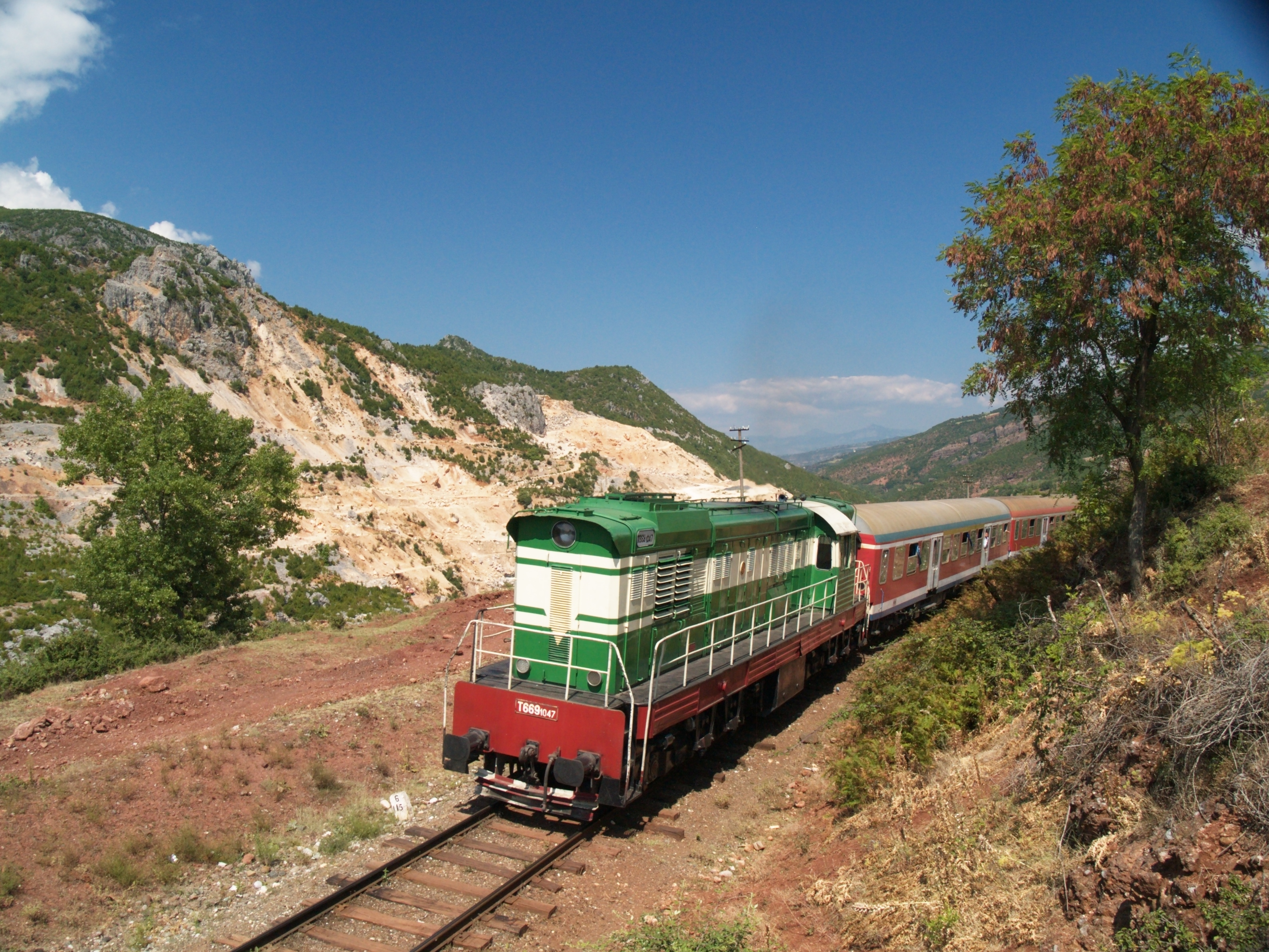
Zug bei Qukës im Süden des Kreises

Das Shkumbin-Tal war seit jeher ein wichtiger Verkehrsweg. Früher zog die Via Egnatia durch das Tal, heute Gleise der albanischen Eisenbahn und die Straße des Paneuropäischen Verkehrskorridors VIII. Beim Dorf Qukës verlassen die Verkehrswege das Shkumbin-Tal und steigen zur Domosdova-Ebene auf, wo Skanderbegs Truppen im Jahr 1444 die erste Schlacht gegen die Osmanen gewannen. Größte Ortschaft der Ebene ist Përrenjas. Am Ostrand der Domosdova-Ebene steigt die Straße zum Qafë Thana auf – die Eisenbahn unterquert ihn in einem Tunnel. Der Zugverkehr wurde inzwischen ab Librazhd eingestellt.
Der Shkumbin ist auch Grenze zwischen den beiden Dialekten der albanischen Sprache – südlich des Flusses leben die Tosken, in Nordalbanien und in Kosovo die Gegen – und eine religiös-kulturelle Trennlinie: So wird in der traditionellen albanischen Folklore nördlich dieser Linie die Monophonie (Einstimmigkeit) gepflegt, während im Süden polyphone (mehrstimmige) Gesänge üblich sind. Die Gegend von Librazhd ist eine Übergangszone, in der man beide Gesangsarten findet.
Zur Zeit des Kommunismus wurden im Kreis mehrere Bergwerke errichtet, die heute aber den Betrieb eingestellt haben. Die bedeutendsten Vorkommen liegen bei Përrenjas.

## Gemeinden
| Name            | Einwohner (2011) | Gemeindeart | Gehört heute zu |
| --------------- | ---------------- | ----------- | --------------- |
| Librazhd        | 6.937            | Bashkia     | Librazhd        |
| Përrenjas       | 5.847            | Bashkia     | Përrenjas       |
| Hotolisht       | 5.706            | Komuna      | Librazhd        |
| Lunik           | 2.621            | Komuna      | Librazhd        |
| Orenja          | 3.883            | Komuna      | Librazhd        |
| Polis           | 3.385            | Komuna      | Librazhd        |
| Qendër-Librazhd | 8.551            | Komuna      | Librazhd        |
| Qukës           | 8.211            | Komuna      | Përrenjas       |
| Rrajca          | 8.421            | Komuna      | Përrenjas       |
| Stëbleva        | 809              | Komuna      | Librazhd        |
| Stravaj         | 2.427            | Komuna      | Përrenjas       |